# Pampaszinyúl
A pampaszinyúl vagy viszkacsa (Lagostomus maximus) a legnagyobb méretű csincsillaféle, a Lagostomus nem egyetlen fennmaradt képviselője és egyben a típusfaja is.

## Előfordulása
Az Andoktól keletre elterülő száraz pampákon él, Argentína, Bolívia és Paraguay területén.

## Alfajai
- Lagostomus maximus inmollis Thomas, 1910
- Lagostomus maximus maximus	Desmarest, 1817
- Lagostomus maximus petilidens Hollister, 1914

## Megjelenése
Nagyméretű rágcsáló, a kifejlett példányok testtömege átlagosan 5,5 kg, de elérheti a 8 kg-ot is. Teste 50 cm hosszú, farka közel 20 cm. Bundája tömött, az élettértől függően szürkés vagy barnás színű, a hasán fehér. Törzse zömök, feje vaskos, felső ajka mélyen hasított, fülei keskenyek és csaknem csupaszok. A macskanyulaktól eltérően hátsó végtagjain csak három-három ujj található. A hímek fején jellegzetes fekete minta van.

## Életmódja
Egy kolónia (ún. viszkacsera) 20-50 egyedet számlál, akik több, nagy kiterjedésű földalatti üregben laknak. Az állatok közösen ássák és közösen is lakják tanyájukat; egy üregrendszert több évtizeden keresztül használnak. Az üregek számos kamrát tartalmaznak, a szomszédos kolóniákkal általában folyosók kötik össze. A járatokban a pampaszinyulak mellett egyes madárfajok is tanyáznak, mint például az üregi bagoly vagy a földi csuszka.
Az állatok nappal a járatokban ülnek, alkonyatkor pedig táplálékért indulnak. Fűvel, gyökerekkel, és gabonafélékkel táplálkoznak; az üregrendszer közvetlen szomszédságát általában nem hagyják el. A legidősebb hím, a viszkacsón, őrt áll, és jelt ad, ha veszély közeledik. Legelés közben különféle tárgyakat szednek össze (csontok, szarvak, kövek, növényi maradványok), és ezeket üregeik bejárata előtt halmozzák fel.
A viszkacserát egy vagy több hím, több nőstény, és számos fiatal alkotja. A kolónia hosszútávú szociális egysége a nőstények csoportja. Az ivarérett hímek általában csak egy évet töltenek a kolóniával, majd elmennek, és más hímek jönnek helyettük. A pampaszinyúl körülbelül kétéves korára válik ivaréretté, szeptemberben kölykezik, és rendszerint két, esetleg három utódot hoz a világra. Fogságban 9 évet él.
Argentínában 1907-től kártékony fajként tartják számon a mezőgazdaságban okozott károk miatt.